# Devizes
Devizes (IPA /dɪ'vaɪzɪs/) – miasto w Wielkiej Brytanii, w Anglii w hrabstwie Wiltshire, położone w centrum okręgu administracyjnego.

## Historia
Pierwszy zamek wybudowano w tym miejscu w roku 1080 dla Rowde, Bishops Cannings i Potterne, dlatego miejscowość nie pojawia się w Domesday Book. Zamek znany był pod nazwą castrum ad divisas bądź castrum divisarum (zamek na granicy) stąd wzięło swą nazwę miasto. Pod koniec XII w. pojawiła się tu rezydencja rycerska typu motte. zbudowana z drewna, która następnie spłonęła. Odbudowana w roku 1113. W średniowieczu miejscowość handlowa o regionalnym znaczeniu - pierwszy targ miał miejsce w roku 1228. W czasach nowożytnych miejscowość stała się lokalnym centrum przemysłowym - rozwinęło się tu tkactwo i browarnictwo. 
Na zachód od miasta, na kanale  Kent - Avon, znajduje się zespół śluz. Na odcinku ok. 2 mil zbudowano 29 śluz, z czego 16 stanowi kaskadę. Różnica poziomów wynosi 237 stóp (72,2 m).

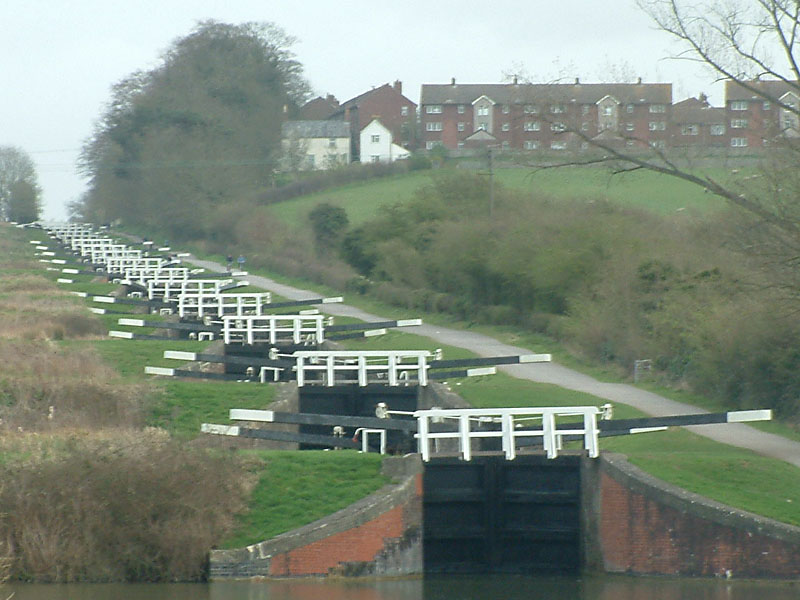
Kaskada 16 śluz koło Devizes

## Miasta partnerskie
- Waiblingen
- Mayenne
- Tornio
- Oamaru